# Thomas A. Watson

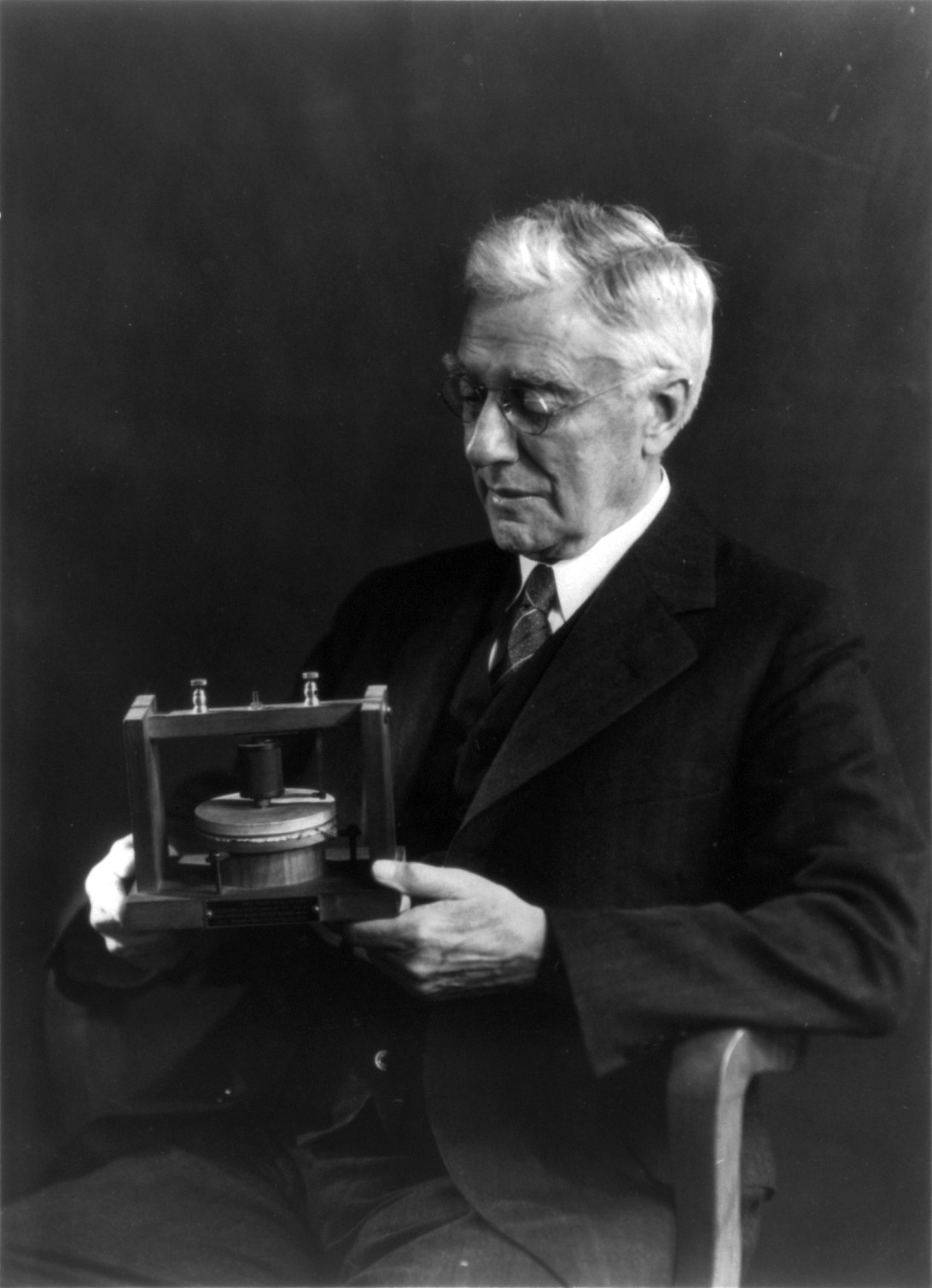
Thomas A. Watson

Thomas A. Watson (* 18. Januar 1854 in Salem, Massachusetts; † 13. Dezember 1934 in Pass-a-Grille bei Saint Petersburg, Florida) war ein US-amerikanischer Buchhalter und Mechaniker.
Berühmt wurde er als Gehilfe Alexander Graham Bells. Watson war an der Erfindung des Telefons beteiligt. Sein Name soll das erste Wort gewesen sein, das über eine Telefonleitung übertragen wurde: „Mr. Watson - Come here - I want to see you.“
Watson war der Gründer des Fore River Shipyard 1883.
In der 1939 produzierten Filmbiografie Liebe und Leben des Telefonbauers A. Bell (The Story of Alexander Graham Bell) von Irving Cummings wurde Watson von Henry Fonda dargestellt.